# Paddor
Paddor är en icke-taxonomisk grupp av arter i ordningen stjärtlösa groddjur. Således har arterna inte nödvändigtvis närmare släktskap med varandra, än med andra arter inom ordningen. De skiljer sig från grodorna främst genom sin torra, läderartade hud och att de snarare kryper än hoppar fram som grodorna. Paddornas karaktärsdrag är ett resultat av konvergent evolution av groddjur som lever i torra biotoper. Paddor förekommer i tropiska och tempererade regioner över hela världen. Europeiska arter hotas främst av habitatförstörelse eller på grund av trafikleder som ligger mellan deras olika reproduktions- och levnadsområden. 
Paddor kan inte smitta människor med vårtor. Paddan har inte vårtor på kroppen utan ett antal knölar som är en del av ett kamouflagesystem som bryter upp konturen av djuret och gör att den smälter in bättre i naturen. Utöver detta så brukar paddornas öronspottkörtlar (Glandula parotis) också misstolkas som vårtor, men de är en naturlig del av grodan och inte ett tecken på infektion.

## Systematik
Paddor är en polyfyletisk grupp inom ordningen stjärtlösa groddjur. Detta innebär att paddorna inte bildar en enhetlig taxonomisk grupp och de har inte nödvändigtvis ett närmare släktskap med varandra än med andra arter inom ordningen, som exempelvis grodorna. I följande familjer inom ordningen förekommer det arter som i dagligt tal kallas för paddor:
- Äkta paddor (Bufonidae)
- Bombinatoridae
- Skivtungade grodor
- Lökgrodor
- Rhinophrynidae
- Scaphiopodidae
- Microhylidae

## Galleri

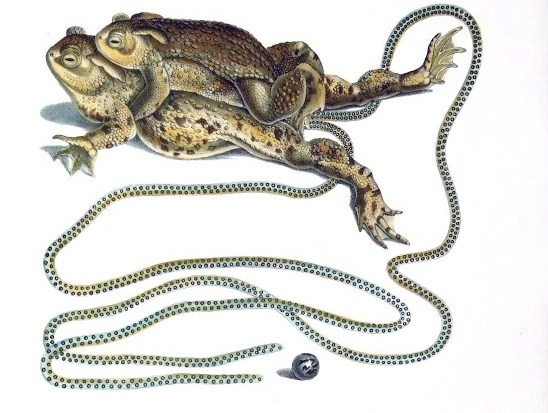
Parande paddor och romsträngar
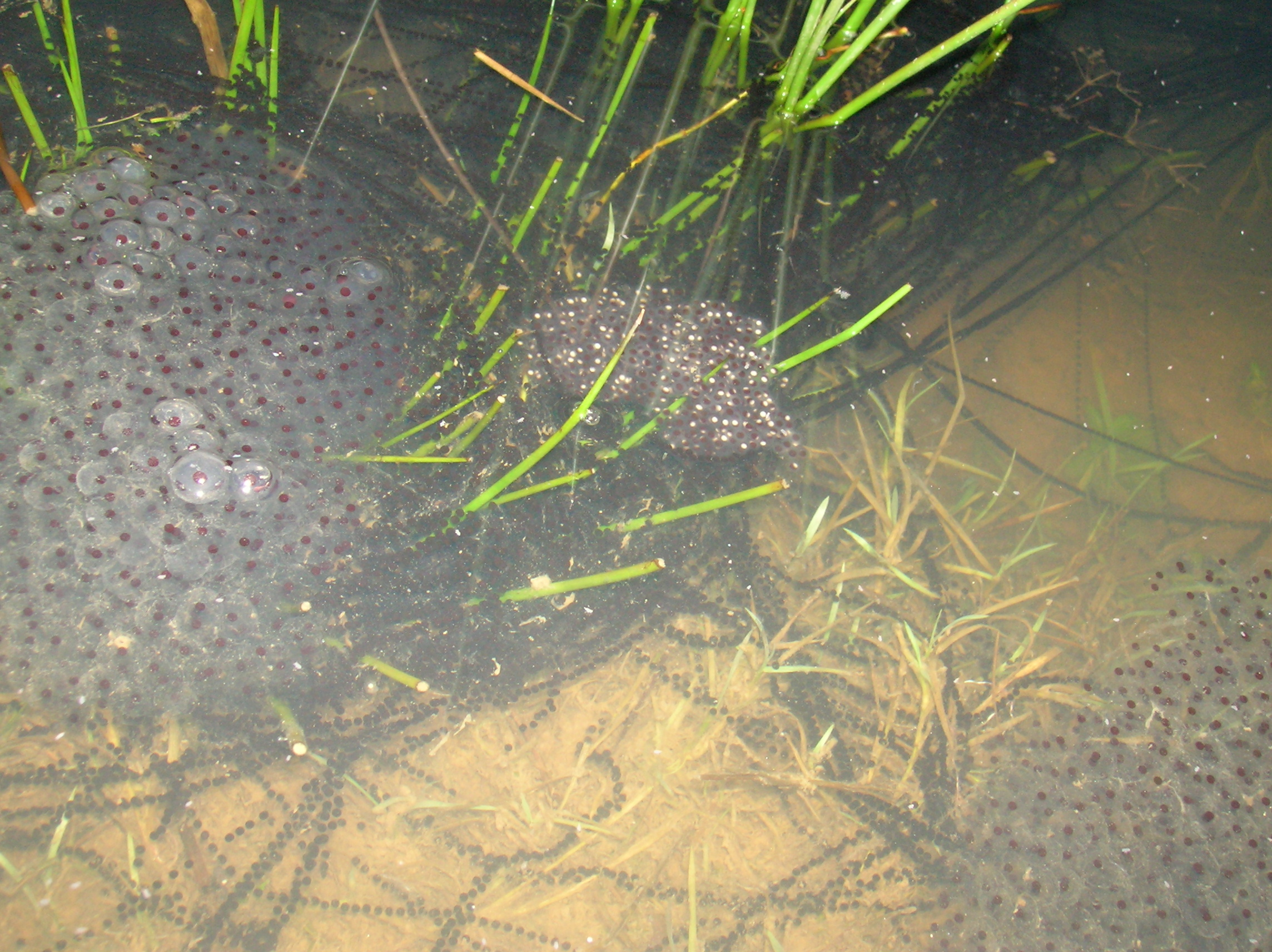
Strängar av rom från vanlig padda mellan klumpar av rom från vanlig groda
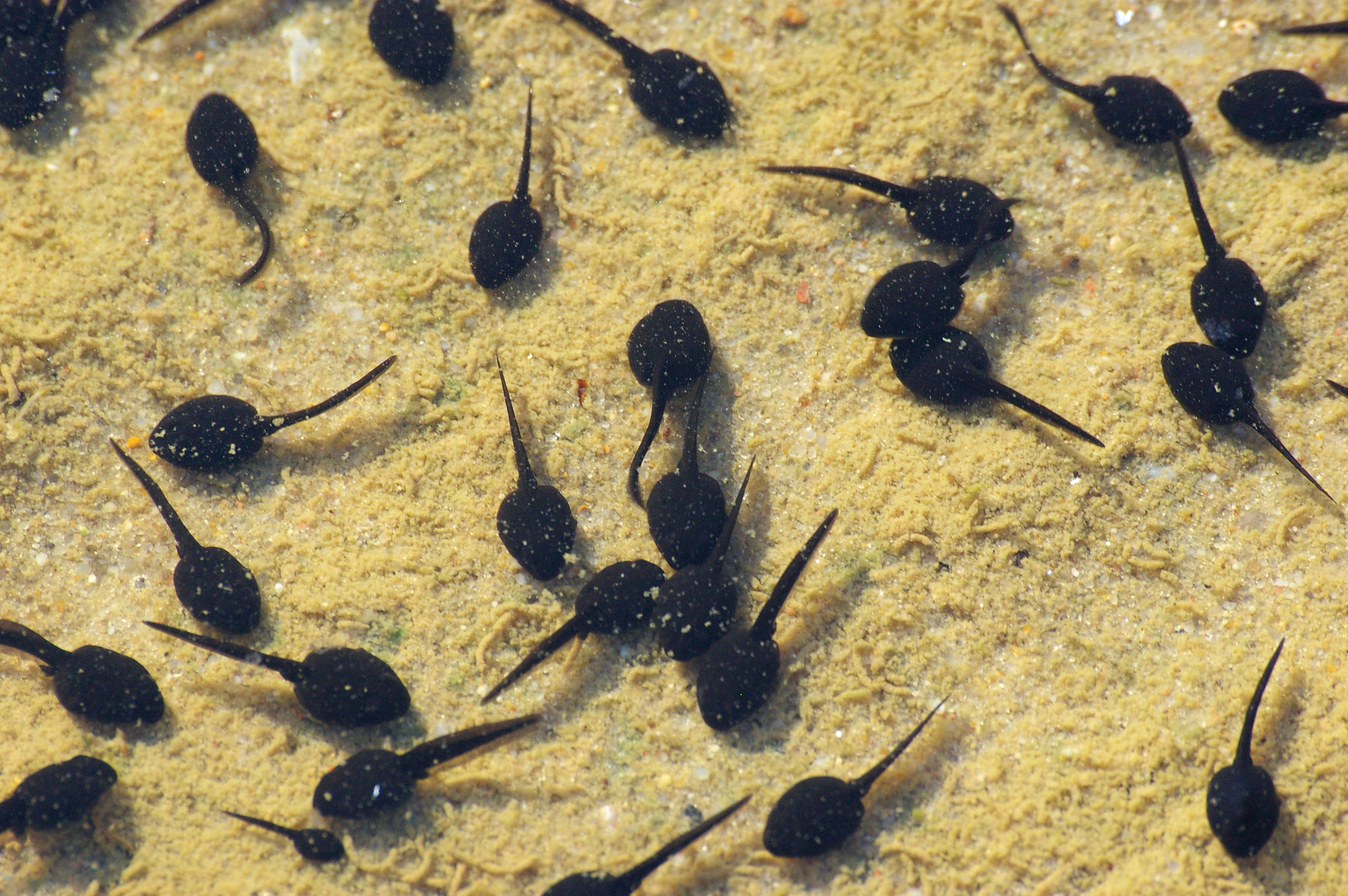
Paddyngel
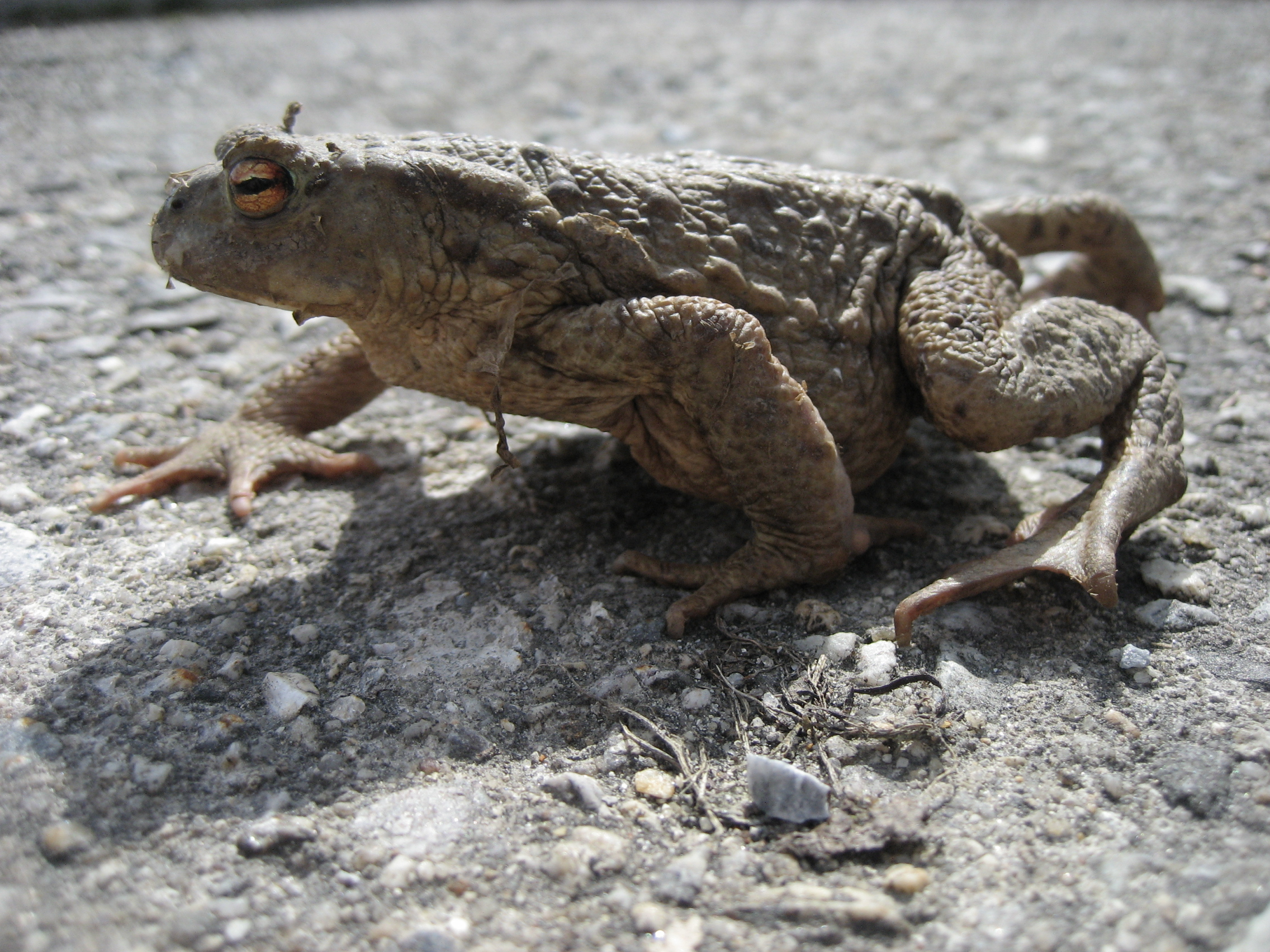
Krypande padda
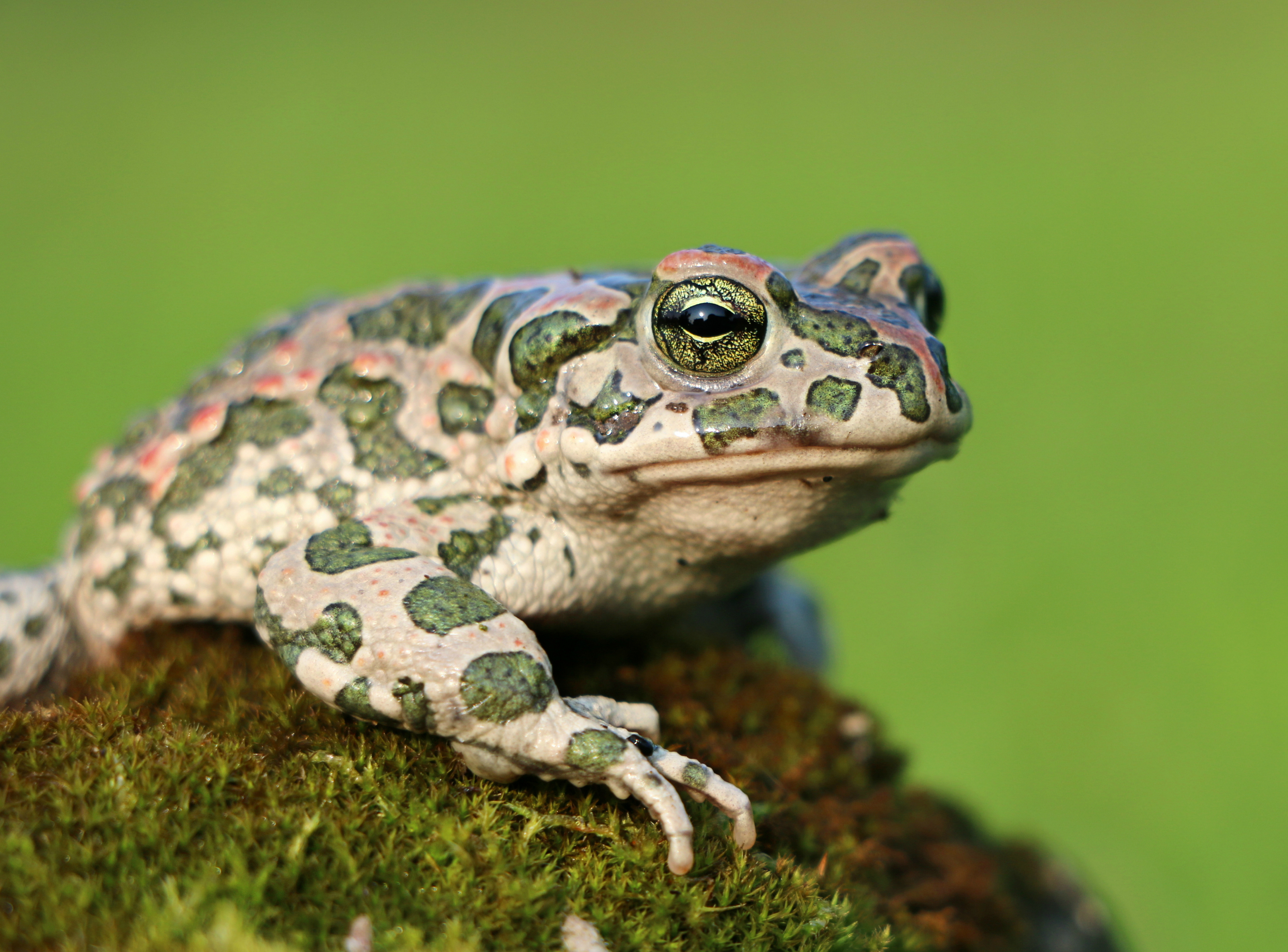
Grönfläckig padda
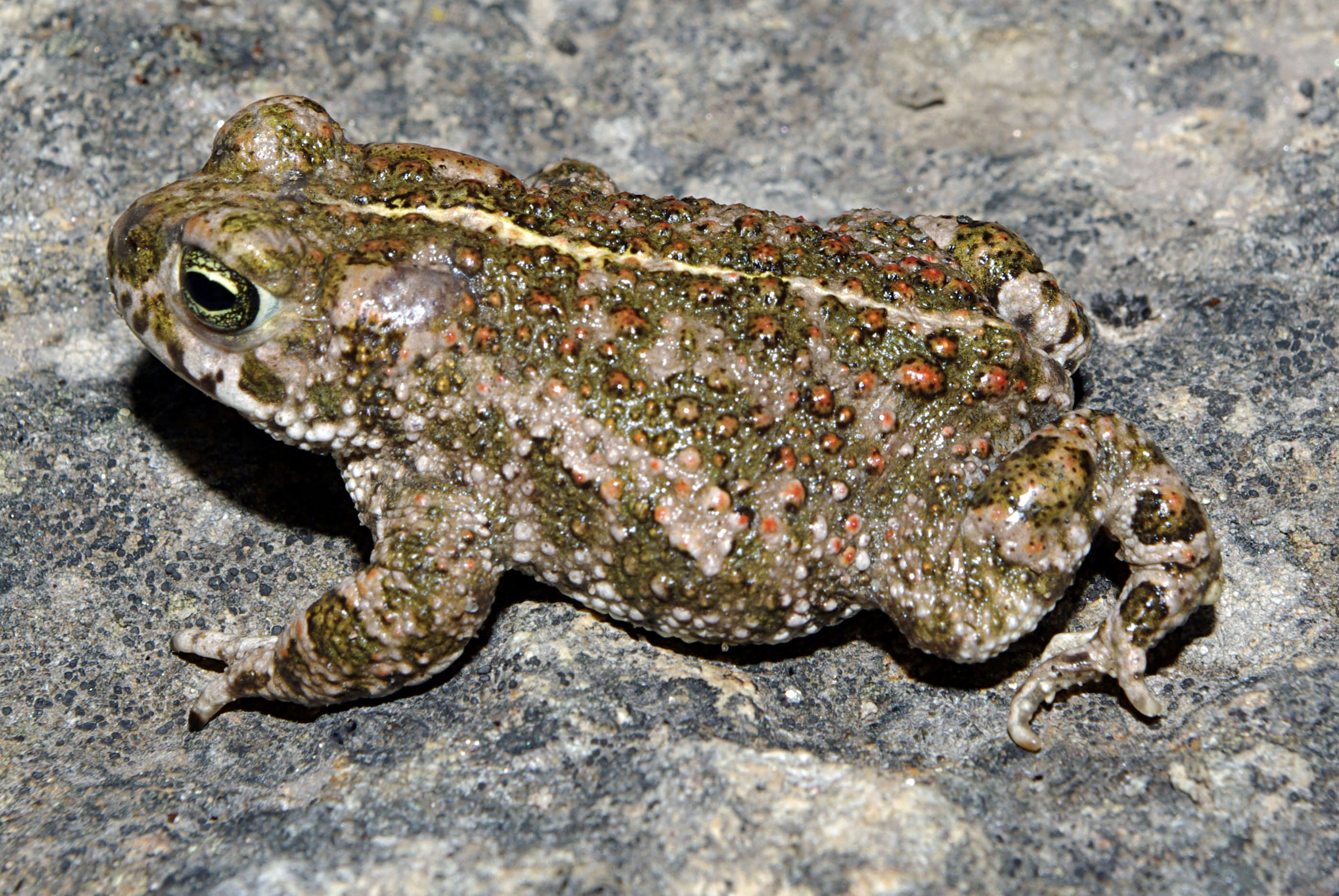
Strandpadda